# Stenotaenia elbursensis
Stenotaenia elbursensis är en flockblommig växtart som beskrevs av Joseph Friedrich Nicolaus Bornmüller. Stenotaenia elbursensis ingår i släktet Stenotaenia och familjen flockblommiga växter. Inga underarter finns listade i Catalogue of Life.